# Battaglia di Wandiwash
La battaglia di Wandiwash fu una battaglia della guerra dei sette anni combattuta in India. 
L'esercito del Conte de Lally, gravato dall'assenza di supporto navale e dall'assenza di fondi economici adeguati, tentò di riconquistare la fortezza di Vandavasi vicino a Pondicherry. Fu attaccato dalle truppe di Eyre Coote e definitivamente sconfitto. I francesi furono costretti a ritirarsi a Pondicherry, dove si arresero il 16 gennaio 1761. Wandiwash è la pronuncia anglicizzata di Vandavasi.